# Hrunka, Ohtîrka
Hrunka (în ucraineană Грунька) este un sat în comuna Hrincenkove din raionul Ohtîrka, regiunea Sumî, Ucraina.

## Demografie
Componența lingvistică a localității Hrunka
     Ucraineană (100%)
Conform recensământului din 2001, toată populația localității Hrunka era vorbitoare de ucraineană (100%).